# Joshua: The Battle of Jericho
Joshua: The Battle of Jericho è un videogioco rompicapo a tema cristiano sviluppato da Color Dreams e pubblicato nel 1992 da Wisdom Tree per NES e Mega Drive, e negli anni successivi anche per Game Boy e DOS. È il sequel di Exodus: Journey to the Promised Land.

## Modalità di gioco
Il gameplay è il medesimo di Exodus, con una grafica leggermente migliorata e l'assenza di musiche durante i livelli. 
 Il giocatore controlla Giosuè, l'apprendista di Mosè e guida degli israeliti dopo la sua morte. Giosuè rivendica la terra promessa, e invia i suoi uomini a marciare intorno alle mura di Gerico per sette giorni. Una volta che Dio vede la fedeltà del suo popolo, distrugge le mura della città.
Giosuè può sconfiggere i nemici e rimuovere gli ostacoli con le note musicali che vengono lanciate quando suona la tromba. Come Exodus, il gioco è diviso in numerosi livelli in cui si attraversa un labirinto. Lo scopo di ogni livello è raccogliere 5 punti interrogativi e un certo quantitativo di ferro, ottone, argento e oro che varia per ogni livello. Recuperato il necessario, l'uscita dal livello apparirà in un punto specifico del labirinto, attraversato il quale si dovrà rispondere a cinque domande sulla Bibbia, prima di poter passare al prossimo livello.